# Montví de Dalt
Montví de Dalt és una masia situada en el terme municipal de Moià, a la comarca catalana del Moianès. Està situada a prop i al nord de la vila, a ponent de la carretera C-59. És al sud de la masia de Montví de Baix i al sud-est de la de Caselles.